# Queen's View

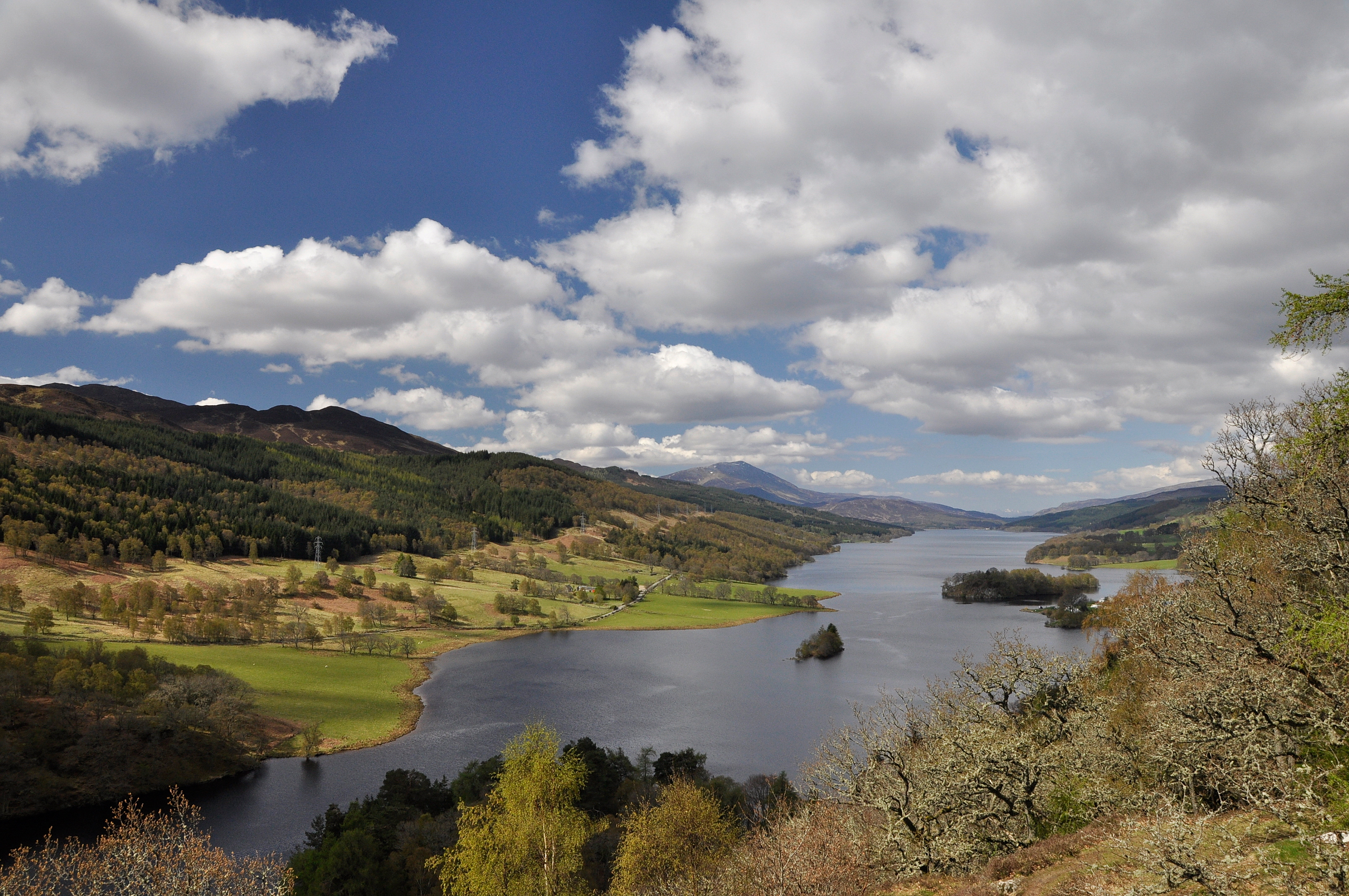
Loch Tummel vanaf Queen's View in westelijke richting

Queen's View is een locatie aan de oostelijke zijde van Loch Tummel in Schotland, langs de B8019, van waar men vanaf de noordelijke oever een panoramisch uitzicht heeft over dit loch en zijn omgeving. De Schiehallion is hier prominent aanwezig.
Het is vanaf deze plek, volgens de overlevering, dat koningin Victoria in 1866 voor het eerst het landschap bewonderde. Volgens een andere versie is het Isable of Mar, de vrouw van Robert the Bruce die deze plaats haar naam gaf.

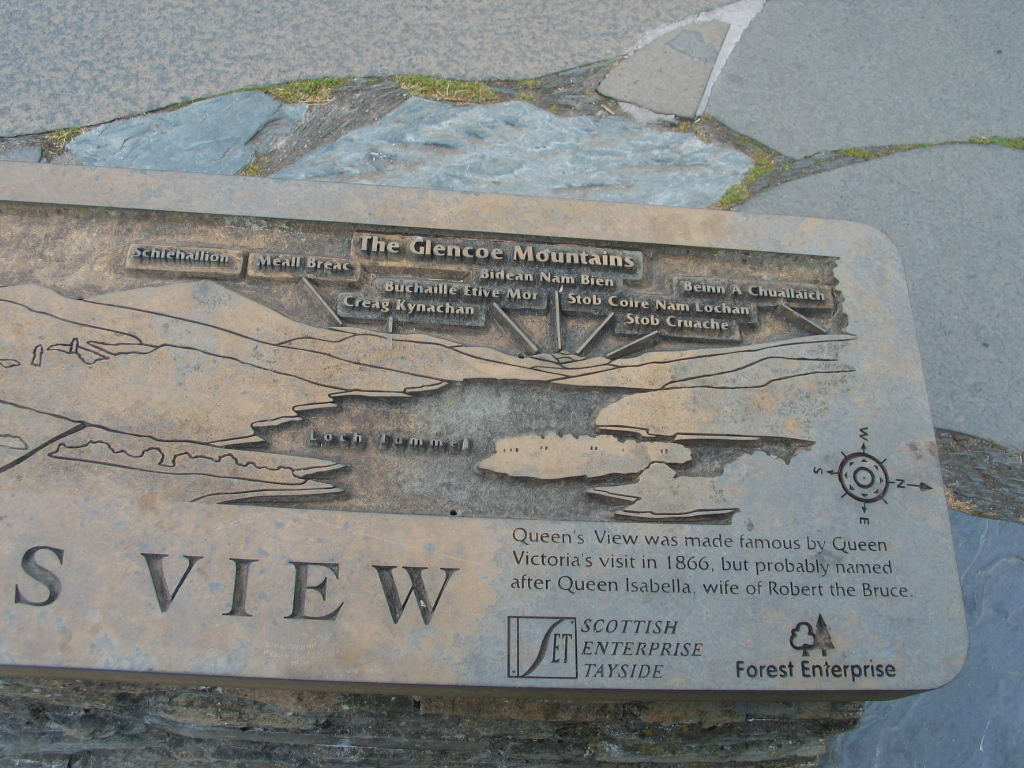
Een bord op Queen's View met de omgeving